# نسبت تروتن
نسبت تروتن(به انگلیسی: Trouton's ratio) در علم فیزیک بیان‌کننده رابطه نقطه جوش و گرمای نهان یک مایع می‌باشد و به‌طور تقریبی به صورت زیر تعریف می‌شود:
{\displaystyle {\frac {L_{vap}}{T_{boiling}}}\approx 87-88{\frac {J}{Kmol}}}
همچنین در علم رئولوژی نسبت تروتن به صورت نسبت ویسکوزیته کششی به ویسکوزیته برشی تعریف می‌شود و مقدار آن برای سیال های نیوتنی برابر 3 است.